# Wolframs-Eschenbach
Wolframs-Eschenbach è una città tedesca situata nel land della Baviera.